# NGC 432
NGC 432 je galaksija u zviježđu Tukan.

## Vanjske poveznice
- SEDS: NGC 432